# 达尔文空袭
1942年2月19日，日本空袭达尔文（Bombing of Darwin）是历史上外国军队对澳大利亚规模最大的袭击，也是二战太平洋战争中重要的一次军事行动，给澳大利亚人带来了心理上的打击。数週之后澳大利亚对日本的敌对情绪开始蔓延。此次事件之后，日本在1942年至1943年间还对澳大利亚实施了约一百次空袭。
这一事件通常被称为“澳大利亚的珍珠港事件”。虽然达尔文没有珍珠港重要，但用于轰炸达尔文的炸弹数量已经超过了空袭珍珠港时使用的炸弹。与珍珠港一样，澳大利亚的城镇对于本次袭击完全没有准备。因此与1942年到1943年间达尔文遭到的其他58次空袭相比，2月19日的空袭造成了最严重的破坏。
当时达尔文的人口大约是20000人，约5000平民已事先撤离。在达尔文的港口和空军基地驻扎有约15,000名同盟国士兵。

## 附錄
1. ↑   (PDF).   [2007-01-06]. （原始内容 (PDF)存档于2006-08-28）.
2. ↑  Lockwood, Douglas. . Melbourne: Penguin Books. 1992年（再版）: xiii and 5. ISBN 10987654321 请检查|isbn=值 (帮助).